# 93 'til Infinity
93 'til Infinity – debiutancki album studyjny hip-hopowej grupy Souls of Mischief wydany 28 września 1993 roku.

## Lista utworów
| Nr  | Tytuł utworu           | Producent                | Długość |
| --- | ---------------------- | ------------------------ | ------- |
| 1.  | „Let 'em Know”         | Domino                   | 4:15    |
| 2.  | „Live and Let Live”    | Domino                   | 5:20    |
| 3.  | „That's When Ya Lost”  | Del the Funky Homosapien | 3:35    |
| 4.  | „A Name I Call Myself” | Del the Funky Homosapien | 4:11    |
| 5.  | „Disseshowedo”         | Domino · Jay Biz         | 2:59    |
| 6.  | „What a Way to Go Out” | A-Plus                   | 3:59    |
| 7.  | „Never No More”        | A-Plus                   | 3:41    |
| 8.  | „93 'til Infinity”     | A-Plus                   | 4:46    |
| 9.  | „Limitations”          | Jay Biz                  | 3:21    |
| 10. | „Anything Can Happen”  | A-Plus                   | 3:02    |
| 11. | „Make Your Mind Up”    | Del the Funky Homosapien | 3:51    |
| 12. | „Batting Practice”     | Casual                   | 4:04    |
| 13. | „Tell Me Who Profits”  | Domino                   | 4:02    |
| 14. | „Outro”                | Domino                   | 2:04    |
|     |                        |                          | 53:10   |